# Domus de Janas

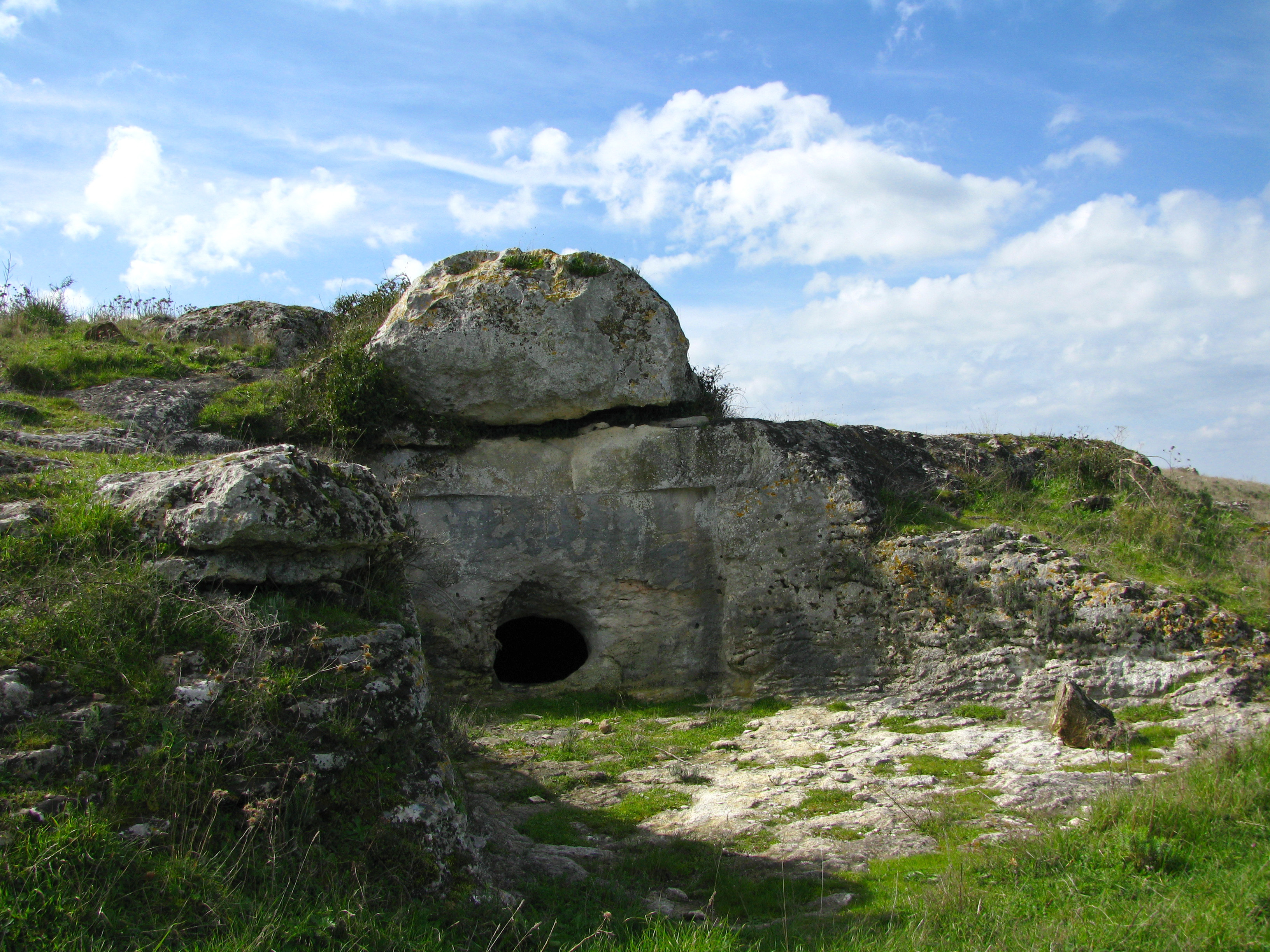
Ittiri, domus de Janas de Sa Figu

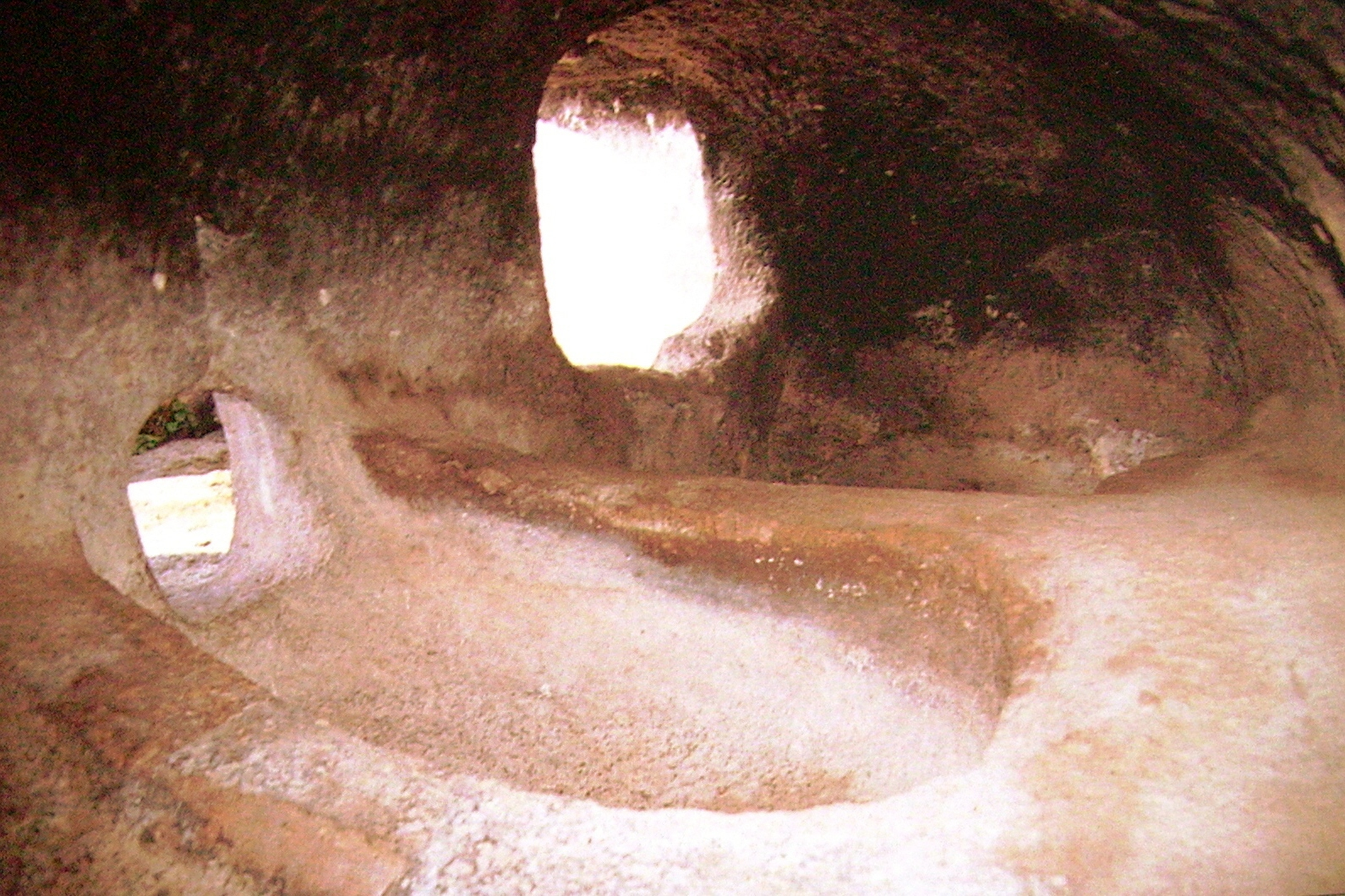
Montessu: interior d'una domus de Janas

Les domus de Janas són estructures sepulcrals constituïdes per tombes excavades a la roca de formes variades. Són típiques de l'àrea de la Mediterrània i, en particular, de l'illa de Sardenya. El terme significa 'casa de les fades', en sard també s'anomenen forrus o forreddus. Sovint, es troben adossades entre si formant autèntiques necròpolis subterrànies, amb un corredor d'accés comú i una avantsala, sovint àmplia i amb sostres alts. S'atribueixen a la cultura d'Ozieri, durant el Neolític. Es troben repartides per tota l'illa de Sardenya, on se'n documenten més de 2.400, encara que moltes d'aquestes encara no s'han excavat. Les proves indiquen que van ser construïdes entre el IV i el III mil·lenni aC. Al municipi de Sedini, es troba la més gran domus de Janas de Sardenya; actualment, s'ha convertit en un museu etnogràfic.

## Domus de Janasmés importants
- Domus de Janas Anghelu Ruju a L'Alguer
- Domus de Janas Pottu Codinu a Villanova Monteleone
- Domus de Janas del beneficio parrocchiale a Sennori
- Domus de Janas Filigosa a Macomer
- Domus de Janas Grugos a Busachi
- Domus de Janas Corongiu 'e s'Acqua Salida a Pimentel
- Domus de Janas Prunittu a Sorradile
- Domus de Janas Genna Salixi a Ruinas
- Domus de Janas Mandra Antine a Thiesi
- Domus de Janas Mesu 'e Montes a Ossi
- Domus de Janas Montessu a Villaperuccio
- Domus de Janas Sas Concas a Oniferi
- Domus de Janas Sos Furrighesos a Anela
- Domus de Janas Su Crocifissu Mannu a Porto Torres
- Domus de Janas Sant'Andrea Prius a Bonorva
- Domus de Janas Sa Mogola e sa Crabiola a Ulassai
- Domus de Janas Brodu a Oniferi
- Domus de Janas Pani Loriga a Santadi
- Domus de Janas de Sedini a Sedini (la més gran de Sardenya)
- Domus de Janas Sa Figu a Ittiri
- Furrighesos d'Abbauddi i Ispinioro a Scano di Montiferro